# Цюйчжоу
Цюйчжо́у (кит. упр. 衢州, пиньинь Qúzhōu) — городской округ в провинции Чжэцзян КНР.

## История
Во времена первых централизованных империй эти места входили в состав округа Куайцзи (会稽郡), власти округа размещались на месте современного Сучжоу. Изначально здесь был уезд Таймо (太末县). В 192 году из уезда Таймо был выделен уезд Синьань (新安县). В 218 году из уезда Синьань был выделен уезд Динъян (定阳县).
Во времена империи Цзинь в 280 году из-за того, что в другом округе также был уезд с точно так же пишущимся названием «Синьань», написание названия уезда 新安县 было изменено на 信安县.
Во времена империи Тан в 621 году была создана область Цюйчжоу (衢州), в подчинение которой вошли уезд Динъян и выделенный из уезда Синьань уезд Сюйцзян (须江县). В 695 году из частей уездов Динъян и Сюйцзян был создан уезд Юйшань (玉山县). В IX веке уезд Синьань был переименован в Сиань (西安县), а Сюйцзян — в Цзяншань (江山县).
После монгольского завоевания область Цюйчжоу была преобразована в Цюйчжоуский регион (衢州路). После свержения власти монголов и основания империи Мин Цюйчжоуский регион был преобразован в Цюйчжоускую управу (衢州府), власти которой размещались в уезде Сиань. После Синьхайской революции в Китае была проведена реформа структуры административного деления, в ходе которой управы были упразднены, и в 1914 году Цюйчжоуская управа прекратила своё существование, а уезд Сиань был переименован в Цюйсянь (衢县).
После образования КНР в 1949 году был создан Специальный район Цюйчжоу (衢州专区), в который вошли город Цюйчжоу (урбанизированная часть уезда Цюйсянь, выделенная в отдельный город) и 6 уездов. В 1950 году город Цюйчжоу был расформирован, а его территория возвращена в состав уезда Цюйсянь. В 1952 году был расформирован Специальный район Лишуй (丽水专区), и уезды Сунъян и Сюаньпин перешли в состав Специального района Цюйчжоу. В 1954 году Специальный район Цюйчжоу был расформирован; уезд Кайхуа перешёл в состав Специального района Цзяньдэ (建德专区), а остальные уезды — в состав Специального района Цзиньхуа (金华专区). В 1958 году Специальный район Цзяньдэ тоже был расформирован, и уезд Кайхуа также перешёл в состав Специального района Цзиньхуа.
В 1973 году Специальный район Цзиньхуа был переименован в Округ Цзиньхуа (金华地区); уезд Лунъю был при этом присоединён к уезду Цюйсянь.
В 1979 году урбанизированная часть уезда Цюйсянь была вновь выделена в городской уезд Цюйчжоу. В 1981 году уезд Цюйсянь был расформирован, а его территория была присоединена к городскому уезду Цюйчжоу. В 1983 году из городского уезда Цюйчжоу был опять выделен уезд Лунъю.
В мае 1985 года постановлением Госсовета КНР округ Цзиньхуа был разделён на городские округа Цзиньхуа и Цюйчжоу; городской уезд Цюйчжоу был при этом разделён на район городского подчинения Кэчэн и уезд Цюйсянь.
В 1987 году уезд Цзяншань был преобразован в городской уезд.
В декабре 2001 года был расформирован уезд Цюйсянь, а вместо него создан район городского подчинения Цюйцзян.

## Административно-территориальное деление
Городской округ Цюйчжоу делится на 2 района, 1 городской уезд, 3 уезда:
| Карта                                       | Карта    | Карта     | Карта          | Карта            | Карта         |
| ------------------------------------------- | -------- | --------- | -------------- | ---------------- | ------------- |
| Кэчэн Цюйцзян Чаншань Кайхуа Лунъю Цзяншань |          |           |                |                  |               |
| Статус                                      | Название | Иероглифы | Пиньинь        | Население (2010) | Площадь (км²) |
| Район                                       | Кэчэн    | 柯城区    | Kēchéng qū     |                  |               |
| Район                                       | Цюйцзян  | 衢江区    | Qújiāng qū     |                  |               |
| Городской уезд                              | Цзяншань | 江山市    | Jiāngshān shì  |                  |               |
| Уезд                                        | Чаншань  | 常山县    | Chángshān xiàn |                  |               |
| Уезд                                        | Кайхуа   | 开化县    | Kāihuà xiàn    |                  |               |
| Уезд                                        | Лунъю    | 龙游县    | Lóngyóu xiàn   |                  |               |

## Экономика
В сельских районах выращивают рис и овощи, развиты тепличное хозяйство, зелёный туризм и солнечная энергетика.

## Достопримечательности
- Пещеры Лунъю